# 泰努瓦斯河畔瓦夫朗
泰努瓦斯河畔瓦夫朗（法語：Wavrans-sur-Ternoise，法語發音：[wavʁɑ̃ syʁ tɛʁnwaz]）是法国上法蘭西大區加来海峡省的一个市镇，属于阿拉斯区。

## 地理
泰努瓦斯河畔瓦夫朗（50°24'43"N, 2°17'59"E）面积4.81 平方千米，位于法国上法蘭西大區加来海峡省，该省份为法国北部沿海省份，西北濒北海，南至索姆省，东临北部省。
与泰努瓦斯河畔瓦夫朗接壤的市镇（或旧市镇、城区）包括：埃尼库尔、弗勒里、皮埃尔蒙。
泰努瓦斯河畔瓦夫朗的时区为UTC+01:00、UTC+02:00（夏令时）。

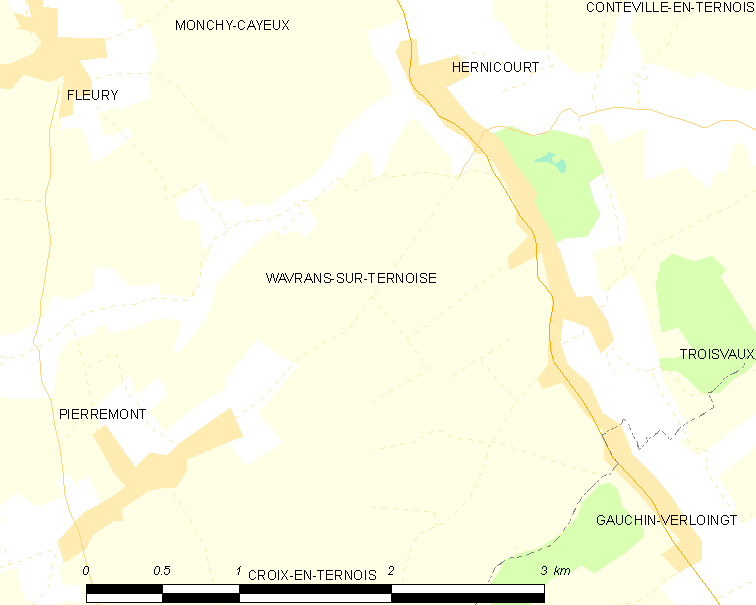
泰努瓦斯河畔瓦夫朗的OSM定位图

## 行政
泰努瓦斯河畔瓦夫朗的邮政编码为62130，INSEE市镇编码为62883。

## 政治
泰努瓦斯河畔瓦夫朗所属的省级选区为泰努瓦斯河畔圣波勒县。

## 人口

1962-2008年间泰努瓦斯河畔瓦夫朗人口变化图示

泰努瓦斯河畔瓦夫朗于2022年1月1日时的人口数量为196人。